# Horacio Fontova
Horacio González Fontova, más conocido como el Negro (Buenos Aires, 30 de octubre de 1946-Buenos Aires, 20 de abril de 2020) fue un humorista, cantautor, actor, dibujante y escritor argentino.

## Biografía

### Primeros años
Horacio Fontova, apodado «el Negro», nació en Buenos Aires el 30 de octubre de 1946. Su padre, Horacio González Alisedo, era cantante lírico y productor cinematográfico, y su madre, María Fontova, era concertista de piano. Nieto del violinista catalán León Fontova y bisnieto del actor catalán Lleó Fontova, cursó sus estudios primarios en el Colegio La Salle y secundarios en la Escuela Superior de Comercio Carlos Pellegrini y en la Escuela Nacional de Bellas Artes Manuel Belgrano.
Fue director de arte, diseñador gráfico e ilustrador de la emblemática revista El Expreso Imaginario en 1976, entre otras publicaciones.

### Carrera artística
Nacido en el seno de una familia de músicos clásicos, comenzó a forjar sus propios gustos en su adolescencia y junto a su prima Susana, guitarras en mano, incursionaron en distintos ámbitos como dúo folclórico.
A comienzos de la década de 1970, participó en la versión argentina de la comedia musical Hair, sucediéndole Jesucristo Superstar y otras obras de teatro.
Formó parte de las bandas Patada de Mosca, del Dúo Nagual (junto a Alejandro de Raco en Venezuela), del trío Expreso Zambomba, y de las que finalmente el mismo armaría: Fontova y la Foca, Fontova Trío, Fontova y sus Sobrinos, Fontova y los Tíos, y Fontovarios, además de su trabajo como solista.
Su primer disco fue editado en el año 1982, y ya desde el comienzo mostró una amplitud de géneros musicales que abarcó desde el blues, el rock and roll, el folclore, la salsa (ritmo que predominó en la época de Fontova y sus Sobrinos), hasta su eventual retorno a la música telúrica, sin perder jamás el acompañamiento de su mejor amigo: el humor. En la década de 1980 se dedicó principalmente a la música, recorriendo todo el país con su conjunto músico-humorístico donde lo acompañaban sus "sobrinos", volviéndose un referente del rock teatral, la parodia musical humorística y la música divertida. 
En 1985 hizo un concierto en el Estadio Obras junto al músico uruguayo Leo Maslíah que se llamó Maslíah–Fontova: Bienvenidos a la Argentina. En 1987 hizo un ciclo de conciertos junto al también uruguayo Rubén Rada en el Teatro Odeón llamado Oscura Pareja. 
En 1988 presentó su sexto disco, Fontova Presidente, con la banda Fontova y sus Sobrinos en el Estadio Obras, donde además estuvieron como invitados Fito Páez, Alejandro Lerner y Leo Maslíah. 
En los años 1990 incursionó nuevamente en la actuación, destacándose su participación en el programa humorístico Peor es nada, conducido por Jorge Guinzburg, donde compuso el inolvidable personaje de Sonia Braguetti, entre tantos otros, lo que le significó la obtención de dos Premios Martín Fierro por su labor, uno como "Revelación" y otro como "Mejor Actor Cómico". En 1995 reemplazó a Daniel Rabinovich (integrante de Les Luthiers) en la gira por España de Grandes hitos. Ese año, obtuvo además el Premio Konex - Diploma al Mérito en la disciplina grupo de bailanta/cuarteto de la década. En 1997 es invitado a participar en una emisión de Tres tristes tigres, de El Trece, junto a Jorge Guinzburg, Dady Brieva y Chino Volpato. Un año más tarde, en 1998, creó y protagonizó el programa de humor Delicatessen, con un elenco integrado por Diego Capusotto, Fabio Alberti y otros humoristas argentinos, que se transmitía por América TV.
También actuó en las obras de teatro Porteños, Orquesta de Señoritas y Malos hábitos, entre otras, y ya para el 2004 concretó la unificación de su gusto por el teatro, la música lírica, el canto y el humor, protagonizando la zarzuela La corte de Faraón, interpretando el personaje del Casto José, actuación que le mereciera una nominación a los Premios ACE.
En cine protagonizó El regreso de Peter Cascada y formó parte de los elencos de La Peste, Adiós querida luna y de ¿De quién es el portaligas?. En radio condujo junto a Pedro Saborido y a Coco Sily el programa Código de barras en Radio La Red, lo que le mereció su tercer Premio Martín Fierro, esta vez en el rubro Mejor Labor Humorística en Radio. En el año 2002 presenta Fontovarios, un espectáculo musical y humorístico en el Teatro Ateneo con dos músicos invitados, Liliana Herrero y Daniel Melingo.
Con el álbum Fontova 2004: Negro obtuvo el Premio Carlos Gardel 2005 en el rubro Mejor Álbum Artista Canción Testimonial, y lo presentó en el Teatro Alvear de Buenos Aires junto a José Ríos en bajo eléctrico, Martín González en batería, y artistas invitados como Lito Vitale, León Gieco, Skay Beilinson, Liliana Herrero, Peteco Carabajal, Liliana Vitale, Martín Bianchedi, Gerardo Gardelín, Richard Nant, Hugo Newman, Daniel Melingo, Daniel Maza, Esteban Morgado y Juan Belvis. En el año 2005 se edita su primer libro de cuentos, Témpera mental, por Editorial Sudamericana.
En 2006, ya con su nueva banda, y junto a Peteco Carabajal, presentan Peteco-Fontova en La Trastienda. En el año 2010 volvió a sus orígenes musicales y se presentó como solista, con su guitarra "Clarita", incursionando como siempre en distintos géneros musicales, homenajeando a grandes autores de la música universal y presentando nuevas composiciones.
En el año 2010 actuó en la película Aballay, dirigida por Fernando Spiner, y en 2011 en el film de animación Ánima Buenos Aires, dirigido por María Verónica Ramírez. 
En el año 2013 se estrenó la primera película animada en 3D argentina, Metegol, dirigida por Juan José Campanella, en la que dio voz a "El Loco" (un personaje estrafalario con citas graciosas y ocurrentes).
En el año 2015 es invitado por su amigo y colega musical Ignacio Copani para grabar en la canción Videla perdiste.

### Fallecimiento
Tras varios días de internación, Horacio Fontova falleció el 20 de abril de 2020 en el Sanatorio Finochietto de Buenos Aires, a causa de un cáncer, a los 73 años.

## Conjuntos musicales que integró
- Patada de Mosca.
- Dúo Nagual (con Alejandro de Raco).
- Expreso Zambomba (con Jimmy Santos y Jorge Costa).
- Fontova y la Foca (con Edy "La Foca" Rodríguez).
- Fontova Trío (con Carlos Mazzanti y Fena Della Maggiora).
- Fontova y sus Sobrinos (con Raúl Pugach, Alejandro Donés, Ricardo Olarte, Pablo Rodríguez, y Edy «la Foca» Rodríguez).
- Fontova y los Tíos (con Daniel Maza, Álvaro Torres, Pablo Rodríguez, Ricardo Nolé, Quintino Cinalli y Hernán Roibón).
- Fontovarios (con José Ríos).
- Fontova Trío (con José Ríos y Roberto «Puki» Maida).

## Discografía
- 1982 Fontova Trío (Horacio Fontova: primera voz, guitarras, piano, sintetizador y percusión - Carlos Mazzanti: bajo, accesorios de percusión y voz - Fena Della Maggiora: congas, bongó, accesorios de percusión y voz - Skay Beilinson: guitarra eléctrica - Daniel Melingo: saxos tenor y alto y clarinete - Fernando Dahini: violín - Andrés Calamaro: piano y sintetizador - Polo Corbella: batería - Jorge Cumbo: quenas y antara - Alejandro De Raco: charango - Benny Izaguirre: trompeta y Luis María Casalla: trombón).
- 1983 Rosita (Horacio Fontova: primera voz, guitarras y piano - Carlos Mazzanti: bajo, y voz - Fena Della Maggiora: percusión, cuatro y voz - Pablo Rodríguez: saxo alto, soprano, tenor, flauta y pianica - Gonzalo Palacios: saxo alto, tenor y flauta - Daniel Melingo: clarinete y Rubén Rada: congas).
- 1985 Fontova y sus sobrinos (Horacio Fontova: primera voz, guitarras y flauta dulce - Ricardo Olarte: percusión y coros - Raúl Pulghino Pugach: bajo y coros - Alejandro Donés: teclados y coros y Edy "La Foca" Rodríguez: percusión y coros).
- 1986 Fontova y sus sobrinos II (Horacio Fontova: primera voz, guitarras y Hammond - Ricardo Olarte: percusión y coros - Raúl Pulghino Pugach: bajo, guitarra y coros - Alejandro Donés: teclados y coros - Edy "La Foca" Rodríguez: percusión y batería - Pablo Rodríguez: saxofón y flauta - Jorge Minnisale: guitarra - Claudio "Pato" Loza: batería y Chulo Sarno: congas).
- 1987 Me siento bien (Horacio Fontova: primera voz y guitarras - Alejandro Donés: teclados y coros - Ricardo Olarte: congas y coros - Edy "La Foca" Rodríguez: timbaletas y coros - Hernán Roibón: maracas y coros - José Ríos: bajo y coros - Chulo Sarno: accesorios de percusión - Pablo Rodríguez: vientos y Fito Páez: teclados y voz).
- 1988 Fontova Presidente-Estadio Obras-En vivo (Horacio Fontova: primera voz y guitarras - Alejandro Donés: teclados y coros - Ricardo Olarte: percusión y coros - Pablo Rodríguez: saxos y flauta - Edy "La Foca" Rodríguez: percusión y coros - José Ríos: bajo y coros - Chulo Sarno: percusión - Bebe Ferreyra: trombón - Richard Nant: trompeta - Fito Páez: piano y voz - Leo Maslíah: piano y voz y Alejandro Lerner: piano y voz).
- 1990 A bailar el Fontomán(Horacio Fontova: primera voz y guitarras - Alejandro Donés: teclados - Ricardo Olarte: congas y  percusión - Pablo Rodríguez: saxo - Edy "La Foca" Rodríguez: timbaletas y percusión - José Ríos: bajo y Sartén Asaressi: guitarra).
- 1991 Brotes del Olimpo (Horacio Fontova: primera voz y guitarras - Alejandro Donés: teclados y coros - Ricardo Olarte: congas, percusión y coros - Pablo Rodríguez: saxos, flauta y coros - Edy "La Foca" Rodríguez: batería y percusión - José Ríos: bajo y coros - Bebe Ferreyra: trombón - Richard Nant: trompeta y Alejandro Balado: coros).
- 2004 Fontova 2004 - Negro (Premio Gardel 2005 al "Mejor Álbum Artista Canción Testimonial") (Horacio Fontova: primera voz y guitarras - José Ríos: bajo y pista - Gerardo Gardelín: teclados - Daniel Melingo: clarinete - Hugo Newman: saxo tenor y alto - León Gieco: voz y armónicas - Skay Beilinson: guitarra - Martín Bianchedi: teclados y efectos - Richard Nant: flügel horn - Lito Vitale: piano y bajo - Liliana Vitale: voz - Peteco Carabajal: violín y guitarra - Liliana Herrero: voz y Esteban Morgado: guitarra).[13]

## Filmografía

### Como actor
- Soy tóxico (2020)
- El padre de mis hijos (2018)
- Sin hijos (2015)
- Metegol (2013)
- Ánima Buenos Aires (2011)
- Aballay (2011)
- ¿De quién es el portaligas? (2007)
- El regreso de Peter Cascada (2005)
- Adiós, querida Luna (2003)
- La peste (1992)

### Como banda sonora
1. Cara a cara (2008)
2. El regreso de Peter Cascada (2005)
3. Adiós, querida Luna[15] (2003)

### Trabajos en televisión
- Especiales con la Orquesta Sinfónica de la Televisión Pública
- 2012 Viento Sur.
- 2006 Algo habrán hecho por la historia argentina.
- 2004 Historias de terror.
- 2004 La niñera como César.
- 2003 Zafando, por ahora.
- 2003 Resistiré.
- 2001 22 (el loco).
- 2000-2004 Cine zeta
- 1998 La Biblia y el calefón (invitado especial)
- 1998 Delicatessen.
- 1997 Los machos.
- 1997 Badía y compañía
- 1997 Tres Tristes Tigres (invitado especial)
- 1997 Patas para arriba[16][17]
- 1996 Videomatch (invitado especial de Los Raporteros)
- 1995 Poliladron
- 1989-1994 Peor es nada (ganador de dos Premios Martín Fierro por su labor[18])
- 1988 Badía y compañía (Presentación con el grupo Fontova y sus sobrinos)

### Libros publicados
- Próximo a publicar Humano - Cero Humano (libro de cuentos)
- 2005 Témpera Mental (libro de cuentos - Editorial Sudamericana).[19]

### Trabajos en teatro
- Conciertos con la Orquesta Sinfónica de la Televisión Pública.
- Conciertos con la Orquesta Sinfónica Juan de Dios Filiberto.
- Conciertos con la Mega Big Band Buenos Aires.
- La corte de Faraón (con Gabriel Rovito, Claudio Gallardou, Sandra Guida y gran elenco).
- Orquesta de Señoritas (con Gustavo Garzón, Gabriel Goity, Jean Francois Casanova, Norberto Gonzalo y A.Paccini - Dir. Manuel González Gil).
- Porteños (con Osvaldo Santoro, Gabriel Goity, Daniel Fanego y Gastón Pauls. Dir. Manuel González Gil).
- Grandes hitos - Les Luthiers (en reemplazo de Daniel Rabinovich durante la gira por España).
- Malos hábitos (con Javier Portales y Alejo García Pintos).
- Cinco sueños falsos (con Alejandro Cervera).
- Jesucristo Superstar.
- Hair (con Miguel Abuelo, Rubén Rada, Mirtha Busnelli y gran elenco).

### Trabajos en radio
- Código de barras (con Pedro Saborido y Coco Sily) por el cual se ganó su 3.er. Premio Martín Fierro".